# فینال کوپا آمریکا ۲۰۱۱
فینال کوپا آمریکا ۲۰۱۱ مسابقه نهایی کوپا آمریکا ۲۰۱۱ بود، یک تورنمنت بین‌المللی فوتبال که از ۱ تا ۲۴ ژوئیه ۲۰۱۱ در آرژانتین برگزار شد. این مسابقه در ۲۴ ژوئیه در ورزشگاه مونومنتال آنتونیو وسپوچیو لیبرتی در بوئنوس آیرس میان اروگوئه و پاراگوئه برگزار شد.
اروگوئه بازی را ۳–۰ برد تا پانزدهمین کوپا آمریکا را کسب کند. پاراگوئه به عنوان نایب‌قهرمان مسابقات، کوپا بولیوی را به دست آورد. با این برد، اروگوئه حق نمایندگی کونمبول در جام کنفدراسیون‌های فیفا ۲۰۱۳ در برزیل را به دست آورد.

## پیش‌زمینه

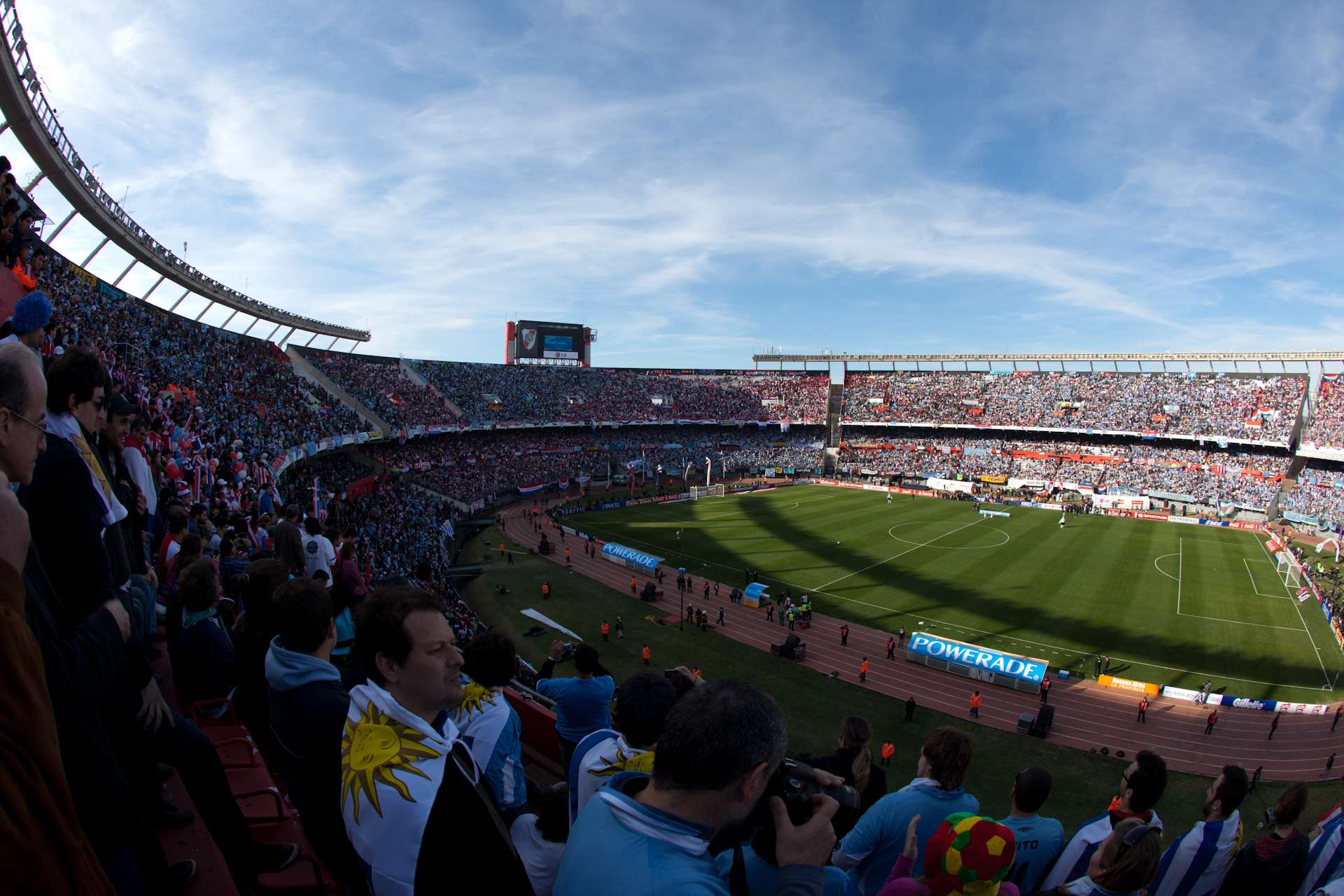
استادیوم مونومنتال بوئنوس آیرس پیش از بازی

فینال نخستین بار از سال ۲۰۰۱ بود که آرژانتین و برزیل برای قهرمانی با یکدیگر رقابت نکردند. اروگوئه و پاراگوئه هر دو در حالی وارد مسابقه شدند که قبلاً چندین بار قهرمان این رقابت شده بودند. اروگوئه رکورد مشترک ۱۴ عنوان قهرمانی کوپا آمریکا را در اختیار داشت و آخرین بار در سال ۱۹۹۵ آن را کسب کرده بود. آخرین حضور آنها در فینال در سال ۱۹۹۹ بود که آنها توسط برزیل شکست خوردند.
پاراگوئه دو بار برنده این مسابقات شده است و آخرین بار در سال ۱۹۷۹ قهرمان این مسابقات شده است. آن سال همچنین آخرین باری بود که پاراگوئه به فینال مسابقات راه یافت. پاراگوئه بدون کسب یک برد در این مسابقات به فینال رسید.